# Штурм села Дади-юрт
Штурм села Дади-юрт — взятие приступом селения Дади-юрт 14 (26) сентября 1819 года по приказу генерала Ермолова. В ходе штурма селение было уничтожено целиком.

## Предпосылки операции
В ходе Кавказской войны Российская империя встретила яростное сопротивление местных жителей, а переселенцы столкнулись с необходимостью противостоять набегам туземцев.
Конкретной причиной, вызвавшей операцию против Дади-Юрта, стал набег, в ходе которого чеченцами был угнан табун лошадей одного из полков Кавказской линии. По словам генерала Ермолова, Дади-Юрт давно был избран для карательной экспедиции в силу того, что жители аула были среди чеченцев наиболее дерзкими и удачливыми разбойниками. Как утверждал в 1908 году Джон Баддели, «жители аула в основном промышляли разбоем, но столь умело заметали следы своих грязных дел, что очень редко удавалось доказать их вину».
Однако сам Ермолов писал в одном из своих писем:
Подобного примера ещё не видывали в сием краю и я единственно для того его подал, дабы распространить ужас.
Для проведения операции был назначен отряд генерал-майора Василия Сысоева в составе шести рот Кабардинского полка и 700 казаков при шести орудиях.

## Штурм аула

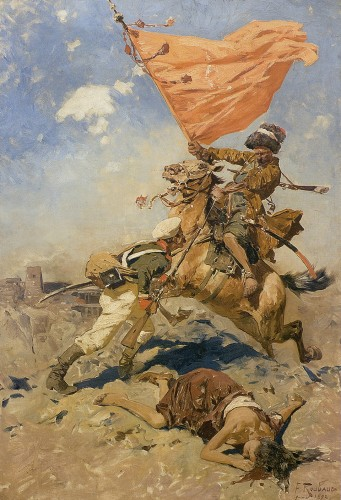
«Кавказский всадник в бою с русским солдатом» сцена из Кавказской войны. Рубо Ф., 1892 г.

На рассвете 14 сентября отряд Сысоева приблизился к аулу. Жителям было направлено требование покинуть свои дома и отойти за реку Сунжу. Получив отказ, русские атаковали село. Бой носил чрезвычайно ожесточенный характер, каждую саклю, окружённую каменной стеной, требовалось взять штурмом, с помощью артиллерийского обстрела проломив ограду, а после — в рукопашном бою перебив защитников. При штурме отмечены многочисленные убийства чеченских женщин и детей. Сражение длилось весь день и завершилось только вечером после полного истребления сопротивлявшихся.
Сто сорок женщин и детей, просивших пощады, было оставлено в живых, значительно большее число погибло во время боя от рук штурмующих или из-за начавшихся пожаров. Русские солдаты разграбили то, что пощадил огонь, их добыча оказалась достаточно богатой. Аул из двухсот домов был стёрт с лица земли и более не восстанавливался.

## Память
В 1990 году вблизи села, при въезде в Хангиш-Юрт, построили мемориал — простой курган с надгробными плитами, посвящённый памяти 46 чеченских девушек, которые, по рассказам, при переходе через Терек бросились в воду и увлекли за собой конвоиров.
В память о событиях в ауле с 2009 года в третье воскресенье сентября в Чечне отмечается День чеченской женщины. В этот день в 2013 году мемориал был открыт после реконструкции. Теперь он представляет собой композицию в виде горной гряды, посреди которой возвышается чеченская боевая башня. Рядом российских информагентств это было расценено как спорный шаг, своего рода «война памятников» против памятников генералу Ермолову.
После установки памятника депутат-единоросс А. А. Журавлёв подал запрос в Генеральную прокуратуру России, утверждая, что открытие памятника чеченским женщинам, погибшим при сопротивлении русской армии, «было воспринято как открытое прославление убийц русских солдат» и «даёт почву для взращивания экстремизма и сепаратистских настроений». В результате в декабре 2013 года в здании Государственной думы с ним подрался другой депутат-единоросс А. С. Делимханов, возмущённый действиями Журавлёва.
История гибели Дади-Юрта и имена главных персонажей этой драмы сохранились в чеченской топонимике. На том месте, где стоял Дади-Юрт, и по сей день существует «Мехкарий белла гечо» — «Брод, где погибли девушки».